# Фудбалска репрезентација Хаитија
Фудбалска репрезентација Хаитија је фудбалска репрезентација која представља Хаити на међународним фудбалским утакмицама. Управно тело је Фудбалски савез Хаитија. Хаити је победник шампиона нација Конкакаф 1973. Учествовао је на Светском првенству 1974. године, а 2007. освојила Куп Кариба и аутоматски је промовисана у завршни део Конкакафовог златног купа. под контролом је Фудбалског савеза Хаитија.

## Историјат

### Светска првенства
Хаити се први пут пласирао на Светско првенство 1934. У групи 11 квалификационог турнира ушао је у групу са Кубом. Против ове земље одигране су 3 утакмице. Роберт Ст. Форт постигао је једини гол за Хаити у првој утакмици 28. јануара 1934. године, који је на крају изгубио са 1:3. Хаити ће поново се такмичити тек 1954. године, а овај пут су сви мечеви (против Мексика и САД -а) изгубљени. Хаити се ипак квалификовао за турнир 1974. године, пошто је претходне године освојио КОНКАКАФ шампионат. Хаити је сврстан у Групу 4 са Пољском (0:7), Аргентином (1:4) и Италијом (1:3). Два гола постигао је Еммануел Санон.

### Регионална првенства
Хаити редовно учествује на турнирима који се одржавају у региону. Освојили су сада већ угашено CCCF првенство 1957. године. Овај турнир је спојен у КОНКАКАФ шампионатом (претходник Златног купа) 1961. године. Овај турнир је такође освојен 1973. године. Куп Кариба је такође освојен једном, 2007. У групној фази, Хаити је победио Мартиник (1:0) и Барбадос (2:0) и изгубио од Тринидада и Тобага (1:3). У полуфиналу је Гвадалупа победила (3:1) и на крају се у финалу поново састала са Тринидадом и Тобагом. Овај пут су победили 2:1 головима Александра Боусикаута и Брунел Фусијена.

### Копа Америка
Копа Америка је јужноамерички фудбалски турнир, али се редовно позивају и земље изван тог континента. У 2016. години било је одржано посебно издање Копа Америка (Копа Америка Сентенарио) у част 100. годишњице КОНМЕБОЛа. У групи Б Хаити је изгубио три пута, против Перуа (0:1), Еквадора (0:4) и Бразила (1:7). Једини погодак Хаитија на овом турниру Жамес Марселин постигао је у 70. минуту против Бразила.